# Laugharne

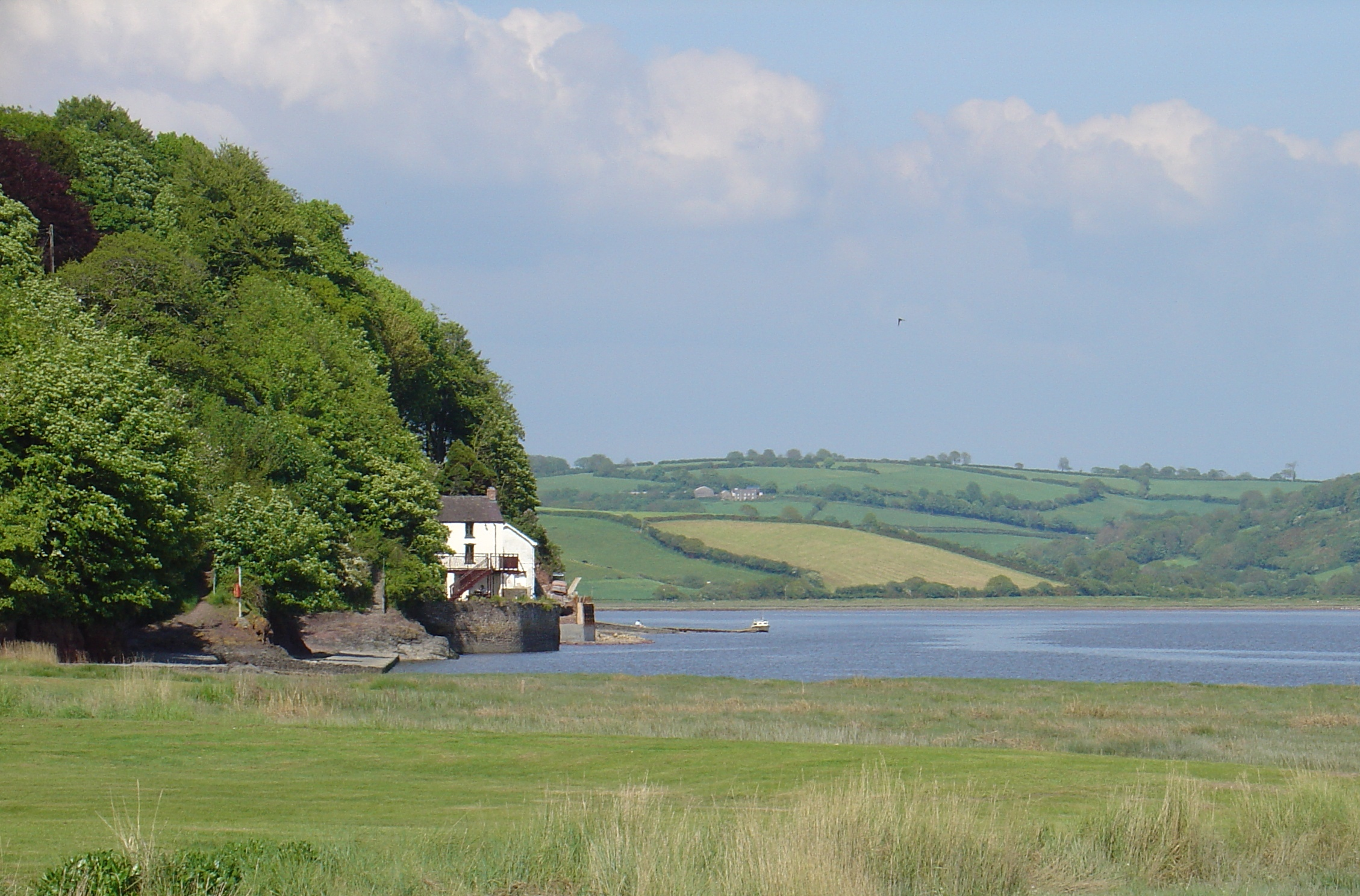
Laugharne (Galles): la casa denominata Boathouse dove visse lo scrittore Dylan Thomas

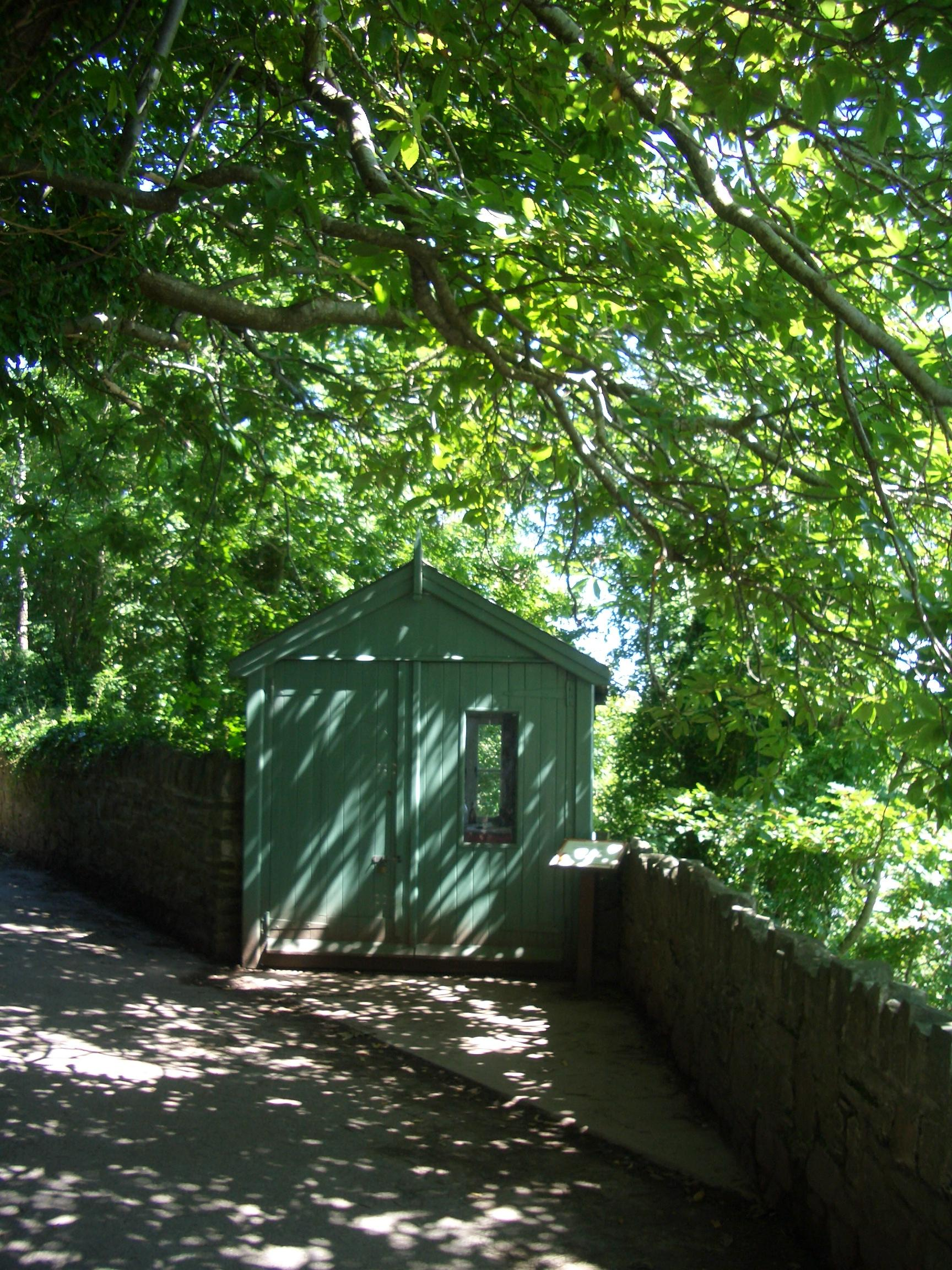
Il famoso capanno (Writing Shed) della Boathouse

Laugharne (in gallese: Talacharn o Lacharn) è una cittadina della costa sud-occidentale del Galles, appartenente alla contea del Carmarthenshire (contea tradizionale: Dyfed) e situata di fronte alla Baia di Carmarthen (Carmarthen Bay), alla foce del fiume Tâf.
La cittadina è legata alla figura dello scrittore gallese Dylan Thomas (1914-1953), che qui ritrovò Caitlin McNamara, che poi sarebbe diventata sua moglie, e visse negli ultimi anni della propria vita. Lo stesso scrittore definì la località, quando la visitò per la prima volta nel 1934, come "la città più strana del Galles".

## Geografia fisica

### Territorio
Laugharne si trova tra le località di Narberth e Kidwelly (rispettivamente ad est della prima e ad ovest della seconda), a circa 20 km a sud-ovest di Carmarthen.

## Monumenti e luoghi d'interesse

### Architetture militari

#### Castello di Laugharne
L'edificio più noto di Laugharne è il castello, risalente al XII secolo, ma ricostruito in pietra tra il XIII secolo e il XIV secolo.

### Architetture civili

#### Casa di Dylan Thomas
Un altro edificio d'interesse è il capannone per barche dove visse lo scrittore Dylan Thomas.

## Cultura

### Eventi
- Laugharne Weekend, festival musicale, artistico e letterario[9]